# Romería de San Pascual
La Romería de San Pascual es una festividad religiosa y popular que se celebra anualmente el 17 de mayo en la pedanía de Orito, perteneciente al municipio de Monforte del Cid (Alicante) España. Esta romería, que data desde 1637, es una de las más antiguas y concurridas de la Comunidad Valenciana, atrayendo a miles de peregrinos y visitantes de la provincia y limítrofes (Murcia, Albacete) acuden a visitar la Cueva de San Pascual y a depositar los exvotos por los favores recibidos o velas en el quemadero de velones. 

## Historia
La devoción a San Pascual Bailón, fraile franciscano canonizado en 1690, se consolidó en Orito durante el siglo XVII. Según la tradición, el santo habitó en una cueva situada en la sierra de las Águilas, donde se retiraba a meditar. Desde entonces, la cueva se convirtió en lugar de peregrinación y cada 17 de mayo se celebra una romería en su honor. 
Un azulejo, en donde se ve una vieira dorada, hace memoria de que por este lugar transcurre el Camino de Santiago, en el ramal que se inicia en la Explanada de la ciudad de Alicante. 

### Reconocimiento
En 201, la Romería de San Pascual fue declarada Fiesta de Interés Turístico Provincial de la Comunidad Valenciana por la Generalitat, en reconocimiento a su valor cultural, histórico y turístico. 

## Romería

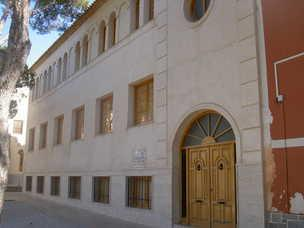
Albergue-hospedería para los romeros en Orito

La romería comienza en la iglesia parroquial de Nuestra Señora de las Nieves en Monforte del Cid, desde donde los fieles parten en procesión hacia la cueva de San Pascual en Orito. El recorrido se realiza a pie, y los peregrinos suelen portar ofrendas. Al llegar a la cueva, se celebra una misa y se rinde homenaje al santo. La cueva consta de dos estancias: una donde se encuentra la imagen del santo y otra utilizada para encender velas en señal de devoción. 
Es una de las fiestas con más historia y tradición de la provincia, la Romería y Feria de San Pascual Bailón que tiene lugar en Orito durante casi todo el mes de mayo y que se celebra desde 1637. La Romería de San Pascual supera los 250.000 visitantes durante todo el mes de mayo, siendo el día de máxima afluencia el 17 de mayo, momento en el que se celebra la festividad de San Pascual, se trata pues de una de las peregrinaciones más importantes que se producen en la Comunidad Valenciana. Además, destaca la belleza del recorrido que finaliza en lo alto de la sierra de las Águilas, en la cueva de San Pascual donde se encuentra protegido el Santo y según la tradición todos los peregrinos deben tocar el cordón de San Pascual. 
La Romería manda escalar a pie la empinada cuesta que accede a la cueva, desde la que se puede observar una hermosa panorámica del Valle del Medio Vinalopó, amenazada por el proyecto de una importante instalación fotovoltaica entre esta y Orito, y la costa alicantina. La Romería tiene como destino la Cueva de San Pascual, donde el Santo es venerado.

### Significado cultural
La Romería de San Pascual es una manifestación de la identidad cultural y religiosa de Monforte del Cid y sus alrededores. La festividad no solo tiene un carácter devocional, sino que también es una oportunidad para el encuentro social y la preservación de tradiciones locales. La participación masiva de peregrinos y la continuidad de la celebración a lo largo de los siglos reflejan su arraigo en la comunidad, siendo testimonio de su fe y tradición. 

## Feria de San Pascual
En 2025 la feria se celebra en la plaza de San Pascual, Orito, del 16 al 18 de mayo y cuenta con una amplia variedad de productos artesanales. Destacan los tradicionales garrotes de San Pascual. También se pueden encontrar utensilios de cocina, dulces típicos y otras delicias gastronómicas de la zona, así como las típicas cestas de mimbre o menaje. La feria es un lugar de encuentro para los habitantes de Orito y los visitantes, y en ella se respira un gran ambiente familiar. 

## Cueva de San Pascual
La cueva de San Pascual está situada en la falda de la sierra de las Águilas, a 2 km aproximadamente de Orito. Anteriormente, esta cueva había sido refugio de pastores ante el mal tiempo. Fue después de la beatificación del santo cuando se la llamó "Cueva de San Pascual". Se compone de dos habitaciones, una en donde se encuentra la talla en madera policromada del santo, así como todas las prendas de los peregrinos y otra (crematorio) situada un poco más abajo y utilizada para poner las tradicionales velas al santo.
La cueva de San Pascual y su ermita y su entorno incluyen además una muestra de patrimonio bélico, ya que muy cerca se encuentra un antiguo búnker. 
Este enclave se encuentra ubicado en el paraje natural municipal de la sierra de las Águilas y San Pascual, a la que se llega en una caminata en forma de peregrinación. Aunque también se puede acceder la cueva en automóvil, en donde hay habilitados unos aparcamientos especiales y zonas de acampada. Se puede observar un monumento a San Pascual (de 6 m de altura) de piedra caliza, fiel reproducción de la que encontraremos en el interior de la cueva.